# ストリングスホテル東京インターコンチネンタル
ストリングスホテル東京インターコンチネンタル（ストリングスホテルとうきょうインターコンチネンタル、The Strings by InterContinental Tokyo）は、東京都港区港南二丁目にある高級ホテル。経営はベストグローバル、マネジメントはIHG・ANAホテルズグループジャパンが行う。インターコンチネンタルホテルズグループに属す。

## 概要
2003年5月20日、品川駅港南口の品川イーストワンタワーの26階から32階にストリングスホテル東京として開業。
「パークホテル東京」や「フォーシーズンズホテル丸の内東京」・「グランドハイアット東京」等の開業と前後しており、全日空ホテルズのフラッグシップである「東京全日空ホテル」を上回るグレードを目指して「全日空 / ANA」の語句を敢えて名称に採り入れなかった。提携ホテルでは無いが、建物は大東建託の自社ビルである。
当初より「Home Away;From Home」（第二の我が家）をテーマとしている。インターコンチネンタルブランドへの変更後、リーフレット表紙に表記された。
2006年秋に全日空ホテルズがIHG-ANAホテルズへ組織変更を行い、2007年5月20日にストリングスホテル東京インターコンチネンタルと改称した。
2014年1月1日付で現在のブランドと名称を維持したまま、経営権がホテルインターコンチネンタル東京ベイ及びヨコハマグランドインターコンチネンタルホテルを資本傘下にもつベストブライダルに譲渡された。ベストブライダルは運営子会社として株式会社ベストグローバルを2013年11月25日付で設立し、運営にあたる。
2019年に改装を行い、新たなレストラン・バーやクラブインターコンチネンタルラウンジなどが新設された。

## 施設
206室の客室、4軒のレストラン、フィットネスルーム、ビジネスセンター、クラブインターコンチネンタルラウンジなどを備えている。宴会場は219平米の中規模なものが1室あるのみだが、他に「チャイナシャドー」内に個室が4室ある。建物中央部は26階から32階まで大きなアトリウムとなっている。その中央部に3軒のレストラン・バー（「メロディア」「風音」「リュトモス」）があり、それを囲む池の上にはガラスの橋が架けられている。

### 客室
最も標準的なクラシックルームで30平米前後。客室の広さは2000年代以降に開業した高級ホテルの中では比較的狭いが、G.A.デザインによるモダンなデザインと、高層階からの眺望が楽しめる。高速インターネット通信完備。
32階はクラブフロアとなっており、26階のクラブインターコンチネンタルラウンジを利用できる。
- 客室カテゴリはクラシック、プレミアム、クラブインターコンチネンタルルーム、ザ・スイート、ザ・ピークスイート

### レストラン・バー
2019年12月11日にアトリウム内で営業していたフランス料理兼バーの「ザ・ダイニング」を改装して3つのレストラン・バーが新設され、「チャイナシャドー」と合わせて「ザ・スコアダイニング」を構成する。新設された3店舗はいずれも音楽に関連したネーミングがされている。
- 中国料理「チャイナシャドー」
当ホテルのレストランで唯一開業当初から営業を続けている。他の3店舗とは独立しており、窓からはシティビューが広がる。4室の個室を持つ。2019年に店舗ロゴが一新され、「Harmonia」の表記が追加された。
- イタリアングリル「メロディア」
オールデイダイニングを兼ねる。
- 鉄板焼「風音」
- カフェ&バー「リュトモス」
名前は古代ギリシャ語で「物の形」「姿」を意味し、音楽用語のリズムの語源になった言葉である。

## 交通アクセス
- 鉄道
  - JR・京急品川駅より徒歩1分
- バス
  - 成田国際空港・東京国際空港（羽田空港）から東京空港交通のリムジンバスが運行されている。